# Dacryopilumnus rathbunae
Dacryopilumnus rathbunae is een krabbensoort uit de familie van de Dacryopilumnidae. De wetenschappelijke naam van de soort is voor het eerst geldig gepubliceerd in 1932 door Balss.